# 石橋義夫
石橋 義夫（いしばし よしお、1925年10月19日 - 2015年9月18日）は、共立女子学園学園長、理事長。10代目横綱審議委員会委員長。

## 経歴
茨城県東海村出身。1951年日本大学法文学部法律学科卒。鳩山一郎の秘書などを経て、1972年共立女子学園監事、1977年同理事、1982年同理事長代行、1990年同学園長兼理事長に就任した。
また、2000年から横綱審議委員に就任。2003年から2007年まで横綱審議委員長を務めた。2010年に任期満了により退任。2015年死去。

## その他
鳩山一郎の秘書時代に鳩山が脳出血で倒れ、鳩山邸（現：鳩山会館）は騒然となった。このとき鳩山邸を外から中の様子をうかがっていた男がいた。これに気づいた石橋は番犬を連れて彼を追い払った。この男は当時読売新聞記者で後に同社主筆となる渡邉恒雄だった。渡邉は後に横綱審議委員となり、石橋は渡邉の後任の横綱審議委員長となった。